# Maria Barbara von Saylern

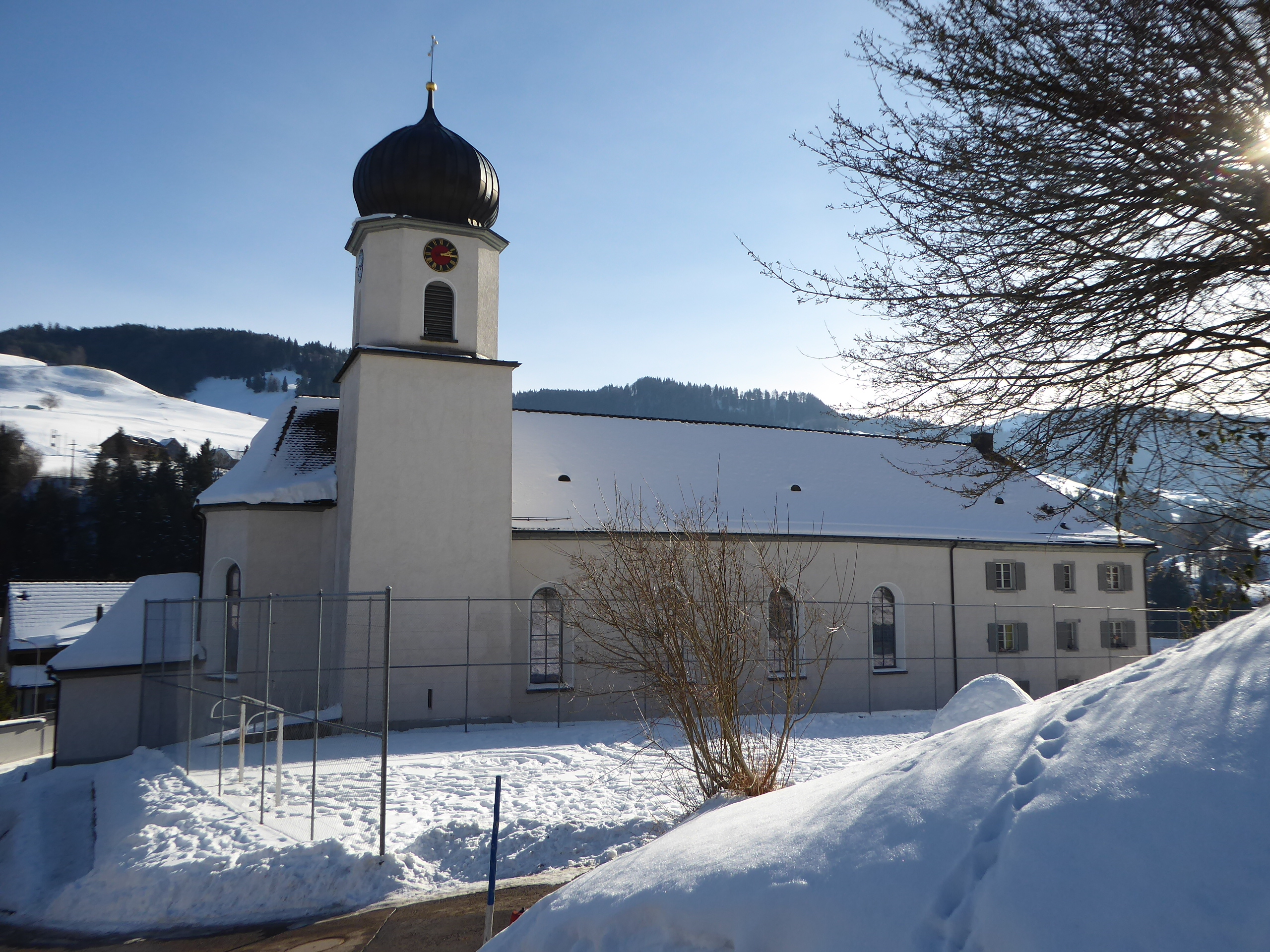
Galluskirche in Libingen, rechts das Kloster, 2017

Maria Barbara von Saylern (* 30. Oktober 1716 in Rorschach; heimatberechtigt in Wil; † 17. Mai 1772 in Libingen) war erste Priorin des Klosters in Libingen.

## Leben
Maria Barbara von Saylern war eine Tochter des fürstäbtischen Leibarztes Joseph Anton von Saylern und der Maria Anna Franziska von Schenkli. Thomas Schenkli war ihr Onkel.
Von Saylern trat 1736 in das Kloster St. Georgen ein. Fürstabt Cölestin Gugger von Staudach ernannte sie 1760 zur ersten Priorin des Klosters Libingen, wo sie die Benediktsregel einführte. Ihr gelang es den Konvent zu einen und zu vergrössern. In einer Zeit extremer materieller Nöte sicherte von Saylern den wirtschaftlichen Fortbestand des Klosters und setzte sich gegen Widerstände des Gründers Joseph Helg durch. Beda Angehrn und ihre Nachfolgerin Maria Gertrud Wieler verlegten das Kloster 1781 in die Glattburg.

## Belege
1. 1 2  Markus Kaiser: Maria Barbara von Saylern. In: Historisches Lexikon der Schweiz.  23. August 2010.

| Personendaten    | Personendaten                    |
| ---------------- | -------------------------------- |
| NAME             | Saylern, Maria Barbara von       |
| ALTERNATIVNAMEN  | Sailer, Maria Barbara            |
| KURZBESCHREIBUNG | Priorin des Klosters Libingen    |
| GEBURTSDATUM     | 30. Oktober 1716                 |
| GEBURTSORT       | Rorschach, Fürstabtei St. Gallen |
| STERBEDATUM      | 17. Mai 1772                     |
| STERBEORT        | Libingen, Fürstabtei St. Gallen  |